# Moriles
Moriles település Spanyolországban, Córdoba tartományban. Ez a Montilla–Moriles borvidék egyik névadója és központja.
Moriles Aguilar de la Frontera, Monturque és Lucena községekkel határos. Lakosainak száma 3643 fő (2024).

## Népessége
A település népessége az elmúlt években az alábbi módon változott:
| Lakosok száma | 3748 | 3835 | 3884 | 3966 | 3917 | 3872 | 3819 | 3717 | 3721 | 3643 |
|               | 2001 | 2004 | 2006 | 2009 | 2011 | 2014 | 2016 | 2019 | 2021 | 2024 |